# Раупах, Кристоф
Кристоф Раупах (5 июля 1686, Тённер — между 1744 и 1758, Штральзюнд; год его смерти доподлинно не установлен и в разных источниках разнится) — германский органист и композитор. Отец органиста Германа Раупаха.

## Биография
Родился в датском Шлезвиге. В 1703 году (в возрасте неполных 17 лет) стал органистом в церкви св. Николая в Штральзюнде и служил в этом качестве до конца жизни (вместе со службой в церкви св. Иоанна). С 1727 года был также органистом в Гамбурге, в 1737—1743 годах в Пеллворме и с 1743 года вновь только в Штральзунде.
Писал оратории, кантаты, сюиты, концерты для клавесина и так далее. Наиболее известно его музыкально-литературное произведение «Veritophili deutliche Beweis-Grunde, worauf der rechte Gebrauch der Musik beydes in den Kirchen als auseer denselben beruhet» (Гамбург, 1717).